# Lijst van voetbalinterlands Bosnië en Herzegovina - Tsjechië
Deze lijst van voetbalinterlands is een overzicht van alle officiële voetbalwedstrijden tussen de nationale teams van Bosnië en Herzegovina en Tsjechië. De landen speelden tot op heden twee keer tegen elkaar. De eerste ontmoeting, een kwalificatiewedstrijd voor het Europees kampioenschap voetbal 2000, werd gespeeld in Sarajevo op 10 oktober 1998. Het laatste duel, de returnwedstrijd in dezelfde kwalificatiereeks, vond plaats op 8 september 1999 in Teplice.

## Wedstrijden
| № | Plaats   | Datum            | Competitie           | Wedstrijd                        | Uitslag |
| - | -------- | ---------------- | -------------------- | -------------------------------- | ------- |
| 1 | Sarajevo | 10 oktober 1998  | EK 2000 kwalificatie | Bosnië en Herzegovina – Tsjechië | 1 – 3   |
| 2 | Teplice  | 8 september 1999 | EK 2000 kwalificatie | Tsjechië – Bosnië en Herzegovina | 3 – 0   |

## Samenvatting
| Competitie      | Totaal gespeeld | Winst Bosnië en Her. | Gelijk | Winst Tsjechië | Doelsaldo Bosnië en Her. – Tsjechië |
| --------------- | --------------- | -------------------- | ------ | -------------- | ----------------------------------- |
| EK-kwalificatie | 2               | 0                    | 0      | 2              | 1 − 6                               |
| Totaal          | 2               | 0                    | 0      | 2              | 1 − 6                               |

Wedstrijden bepaald door strafschoppen worden, in lijn met de FIFA, als een gelijkspel gerekend.

## Details

### Eerste ontmoeting
| EK 2000 kwalificatie (Sarajevo, Bosnië en Herzegovina, 10 oktober 1998): |       |                                                         |
| Bosnië en Herzegovina                                                    | 1 – 3 | Tsjechië                                                |
| Marko Topić 87'                                                          | goals | 12' Miroslav Beránek 58' Vladimír Šmicer 90' Pavel Kuka |

### Tweede ontmoeting
| EK 2000 kwalificatie (Teplice, Tsjechië, 8 september 1999): |       |                       |
| Tsjechië                                                    | 3 – 0 | Bosnië en Herzegovina |
| Jan Koller 26' Patrik Berger 59' (pen.) Karel Poborský 67'  | goals |                       |